# Клейтроніка
Клейтроніка — абстрактна концепція майбутнього, що складається в об'єднанні наномасштабних роботів і інформатики з метою створення індивідуальних комп'ютерів атомних розмірів, які називаються клейтронними атомами або к-атомами. Вони можуть вступати в контакт один з одним і створювати матеріальні 3-D об'єкти, з якими може взаємодіяти користувач. Ця ідея входить в більш загальну ідею створення програмованої матерії. Численні дослідження і експерименти з клейтронікою проводяться групою вчених в університеті Карнегі-Меллона в Піттсбурзі, штат Пенсільванія, яка складається з професорів Тодда Моурі, Сета Голдштейна, аспірантів і студентів, а також дослідницькою групою з лабораторії Інтел в Піттсбурзі, лабораторією Sheffield Robotics. Клейтроніка має потенціал значного впливу на багато сфер повсякденного життя, такі як телекомунікації, людино-комп'ютерний інтерфейс і індустрію розваг.

## Поточні дослідження
Поточні дослідження спрямовані на створення модульних реконфігурованих роботів і розробку програмних комплексів, необхідних для керування роботами з «змінною формою». Локально розподілені предикати (ЛРП) — це розподілена мова програмування високого рівня для проєктування систем модульних реконфігурованих роботів (МРР). Є багато проблем, пов'язаних з програмуванням та управлінням великим числом дискретних модульних систем через множинності ступенів свободи, які відповідають кожному модулю. Наприклад, для переналаштування однієї структури в іншу може знадобитися великий шлях переміщень, керований складним ланцюжком команд, навіть якщо ці дві структури майже не відрізняються один від одного.
У 2005 році зусилля дослідників з розробки концепції апаратного забезпечення в міліметровому діапазоні розмірної шкали виявилися успішними. Були створені циліндричні прототипи розміром 44 мм в діаметрі, які взаємодіють один з одним за допомогою електромагнітного поля. Ці експерименти допомогли дослідникам встановити співвідношення між масою і потенційною силою зв'язку між об'єктами, яке можна сформулювати так: «10-кратне зменшення розміру призводить до 100-кратного збільшення сили по відношенню до маси». Останніми досягненнями по розробці таких прототипів стали циліндричні роботи діаметром близько міліметра, виготовлені по тонкоплівкової технології методом фотолітографії. Вони взаємодіють один з одним за допомогою складного програмного забезпечення, яке керує електромагнітним тяжінням і відштовхуванням між модулями.

## Апаратура
Значним стимулом по розробці програмного забезпечення є наявність пристроїв, які модифікують самі себе в заданому напрямку. Клейтроніка за визначенням — це набір окремих компонентів, ща звуться клейтронними атомами або к-атомами. Щоб бути життєздатними, к-атоми повинні задовольняти ряду критеріїв. По-перше, к-атоми повинні вміти рухатися в тривимірному просторі один відносно одного і бути здатними з'єднуватися один з одним, утворюючи тривимірні конструкції. По-друге, к-атоми повинні вміти спілкуватися один з одним і мати можливість обробляти інформацію про структуру конструкції, можливо, за допомогою один одного. По суті, к-атоми складаються з процесорів, мережевих пристроїв зв'язку, однопіксельного дисплея, декількох датчиків, бортового акумулятора і засобів з'єднання один з одним.

### Сучасні к-атоми
Дослідники Університету Карнегі-Меллона розробили різні прототипи к-атомів. Вони варіюються від дрібних кубиків до гігантських куль, наповнених гелієм. Прототип, на який найбільше сподіваються розробники як на майбутній к-атом — це плоский к-атом. Він має форму циліндра діаметром 44 мм, який оснащений 24 електромагнітами, розміщеними по його контуру. Рух к-атомів здійснюється спільно включенням і вимиканням електромагнітів для того, щоб котитися по поверхні один одного. У кожен момент часу тільки на один електромагніт кожного к-атома подається енергія. Ці прототипи здатні переналаштувати себе досить швидко. Роз'єднання двох блоків, пересування до іншої точки контакту і нове з'єднання займає близько 100 мс. Живлення на к-атоми подається через спеціальні ніжки на дні циліндра. Провідні стрічки на столі підводять необхідну потужність.

### Напрямки розробки
Сучасні конструкції к-атомів забезпечують рух тільки в двох вимірах відносно один одного, але майбутні к-атоми повинні будуть переміщуватися в трьох вимірах. Метою вчених є розробка к-атомів міліметрового розміру без будь-яких рухомих частин, щоб забезпечити високу технологічність. Мільйони таких мікророботів зможуть випромінювати світло змінної інтенсивності та різного кольору, дозволяючи використовувати їх для динамічного фізичного рендеринга (створення картин). Для реалізації таких конструкцій локальна мета розробок була перенесена на створення досить простих к-атомів, які функціонують тільки в складі ансамблю, і з ансамблем в цілому здатні до виконання більш складних функцій.
Оскільки к-атоми зменшуються в розмірі, бортовий акумулятор, потрібний для його роботи, скоро буде перевершувати розмір самого к-атома, тому для вирішення проблем з живленням потрібні альтернативні рішення. В даний час проводяться дослідження над живленням всіх к-атомів в ансамблі, по використанню контакту к-атома з к-атомом в якості способу транспортування енергії. В одному з варіантів вивчається можливість використання спеціального столу з позитивним і негативним електродами і передача енергії к-атомів з допомогою «віртуальних проводів».
Ще одним важливим завданням є розробка універсальних одинарних роз'ємів для к-атомів, для того щоб час реконфігурації був зведений на мінімум. Нановолокна забезпечать можливе рішення цієї проблеми. Нановолокна допускають велике зчеплення при малих розмірах і забезпечують низький рівень енергоспоживання, коли к-атоми знаходяться в стані спокою.

## Програмне забезпечення
Організація всіх зв'язків і взаємодій між мільйонами к-атомів субміліметрового масштабу вимагає розробки нових алгоритмів і мов програмування. Дослідники й інженери лабораторії клейтронікі Карнегі-Меллона-Інтел почали широкий діапазон проєктів з розробки програмного забезпечення для полегшення розробок взаємодії між к-атомами. До найбільш важливих проєктів відноситься розробка нових мов програмування, які дозволяють більш ефективно використовувати можливості клейтронікі. Метою клейтронной матриці є динамічне формування тривимірних об'єктів. Але величезна кількість к-атомів в цій розподіленої системі збільшує складність мікро-управління кожним к-атомом. Кожен к-атом повинен сприймати точну інформацію про своє місцезнаходження і виконувати команди взаємодії зі своїми сусідами. У цьому середовищі мова програмування для матричних операцій повинна містити лаконічні твердження для команд високого рівня, щоб вони могли швидко поширюватися по мережі. Мова програмування матриць вимагає більш короткого синтаксису і стилю команд, ніж звичайні мови програмування, такі як C ++ або Java.
Лабораторія клейтроніки Карнегі-Меллона-Інтел створила дві нових мови програмування: Meld и локально розподілені предикати (ЛРП).

### Meld
Meld — це декларативна мова, мова логічного програмування, спочатку призначена для програмування оверлейних мереж. За допомогою логічного програмування код для ансамблю роботів може бути інтерпретований з глобальної точки зору, що дозволяє програмісту зосередитися на загальній продуктивності клейтронной матриці, а не писати окремі інструкції для кожного з декількох тисяч або мільйонів к-атомів в ансамблі. Це істотно спрощує процес мислення при програмуванні руху клейтронної матриці.

### Локально розподілені предикати
ЛДП є реактивною мовою програмування. Він використовувався для налагодження в більш ранніх дослідженнях. Додаток до мови, який дозволяє програмісту описувати операції при розробці матриці форми, ЛДП може використовуватися для аналізу розподілених локальних умов. Він може працювати зі зв'язаною групою модулів фіксованого розміру, забезпечуючи різні функції по управлінню станом конфігурації. Програми, націлені на модулі фіксованого розміру, а не на повну сукупність, дозволяють програмістам працювати з клейтронними матрицями частіше і ефективніше. В ЛДП передбачені також кошти для узгодження взаємодії розподілених структур. Це дає можливість програмісту маніпулювати ширшим набором змінних булевої логіки, що дозволяє програмі робити пошук більших об'єктів для активної взаємодії і будувати стратегію поведінки серед груп модулів.

### Розподілені точки зупину
Появу помилок серед тисяч і мільйонів окремих к-атомів важко виявити і виправити, тому клейтронні матричні операції вимагають динамічної й самостійної процедури виявлення і налагодження помилок. Дослідники клейтроніки розробили розподілені точки зупинок, алгоритм на рівні підходу для виявлення і фіксації помилок, пропущених традиційними методами налагодження. Цей алгоритм визначає вузли, за якими встановлюється спостереження для визначення істинності розподілених станів. Такий підхід забезпечує простий і описовий набір правил для оцінки розподілених станів і виявляється ефективним при виявленні помилок.

### Алгоритми
Два важливих класи алгоритмів клейтроніки відносяться до алгоритмів створення та локалізації форми. Кінцева мета досліджень клейтроніки полягає в створенні руху в тривимірному просторі. Всі дослідження переміщень к-атомів, колективної активації і ієрархічного управління рухом засновані на алгоритмі створення форми для приведення к-атомів в необхідну структуру, яка забезпечить міцність і плавний перехід до динамічного ансамблю. Алгоритми локалізації забезпечують дк-атомам можливість знаходження своїх позицій в ансамблю. Крім того, алгоритми локалізації повинні забезпечувати точне відносне знання к-атомами всієї матриці в цілому, заснованої на спостереженні повністю розподіленої системи при наявності шумів.

## Застосування
Оскільки можливості з розвитку роботизованих модулів будуть вичерпані, клейтроніка стане корисною в багатьох додатках. Майбутні застосування клейтроніки відносяться до нових методів комунікацій. Клейтроніка може запропонувати реалістичне відчуття зв'язності на великих відстанях, зване «паріо». Подібно до того, як аудіо і відео інформація створює слуховий і візуальний вплив, паріо забезпечує слухове, візуальне і фізичне відчуття одночасно. Користувач матиме можливість почути, побачити і помацати об'єкт спілкування цілком реалістичним способом. Паріо може ефективно використовуватися в багатьох професійних дисциплінах з інженерного проєктування, освіти і охорони здоров'я, розваг і дозвілля, наприклад, у відеоіграх.
Втілення досягнень в області нанотехнологій та інформатики, необхідні для клейтроніки, цілком реально, але для цього буде потрібно вирішити величезні проблеми і впровадити безліч інновацій. В інтерв'ю в грудні 2008 р Джейсон Кемпбелл, керівник групи дослідників з лабораторії Інтел в Піттсбурзі, сказав: «Мої оцінки того, скільки часу займе те чи інше дослідження, змінювалися в діапазоні від 50 років до всього лиш кілька років. І це за якихось чотири роки, які я працюю над проєктом».